# تپه چیاگجره
تپه چیاگجره مربوط به دوره اشکانیان - دوره ساسانیان است و در شهرستان کوهدشت، بخش طرهان، دهستان طرهان، ۱ کیلومتری شرق روستای پشت تنگ علیا واقع شده و این اثر در تاریخ ۲۸ اسفند ۱۳۸۵ با شمارهٔ ثبت ۱۸۳۰۲ به‌عنوان یکی از آثار ملی ایران به ثبت رسیده است.